# NGC 666
NGC 666 é uma galáxia espiral (S?) localizada na direcção da constelação de Triangulum. Possui uma declinação de +34° 22' 29" e uma ascensão recta de 1 horas, 46 minutos e 06,0 segundos.
A galáxia NGC 666 foi descoberta em 22 de Novembro de 1883 por Édouard Jean-Marie Stephan.